# 高橋禎一

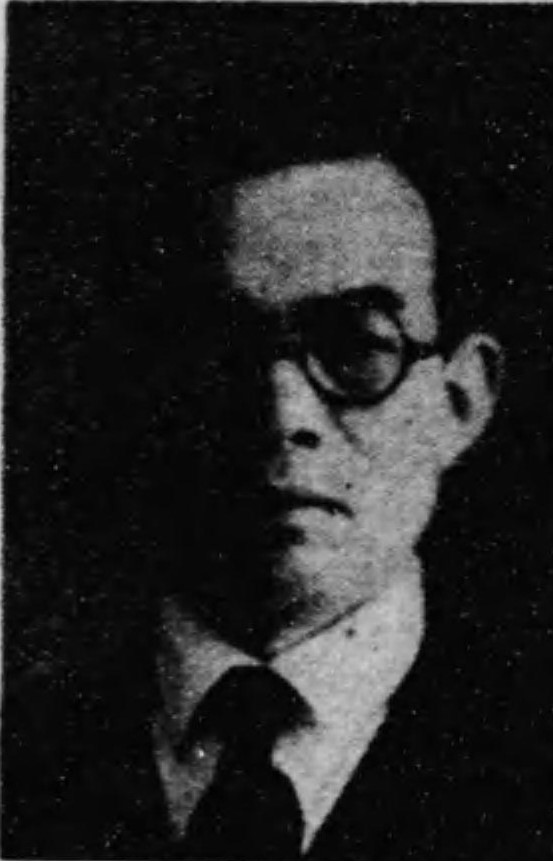
高橋禎一

高橋 禎一（たかはし ていいち、1899年（明治32年）7月27日 - 1987年（昭和62年）5月27日）は、昭和期の検察官、弁護士、政治家。衆議院議員。

## 経歴
広島県芦品郡、のちの福山市芦田町で生まれる。栄治の長男。1925年（大正14年）、日本大学専門部法律科を卒業した。
司法省に入省し、大阪地方裁判所などの検事、水戸地方裁判所次席検事、水戸保護観察所長、東京控訴院（現東京高等裁判所）検事などを歴任。退官後に弁護士を開業した。
1948年（昭和23年）4月の第23回衆議院議員総選挙・広島県第3区補欠選挙に民主党公認で出馬して初当選。1949年（昭和24年）1月の第24回総選挙では落選。
1952年（昭和27年）10月の第25回総選挙で再選され、以後、第28回総選挙まで当選した。1960年（昭和35年）11月の第29回総選挙では次点で落選。
1963年（昭和38年）11月の第30回総選挙では再選され、衆議院議員に通算6期在任した。この間、第1次鳩山一郎内閣・防衛政務次官、第3次池田内閣と第1次佐藤内閣の自治政務次官、衆議院法務委員長、改進党情報宣伝副委員長、日本民主党総務、新党結成準備会党紀党則委員長、自由民主党総務、同政調会法務部長、同党紀副委員長などを務めた。
岸信介の派閥に所属し、売春防止法の制定、備後工業整備特別地域の指定などに尽力した。その後、第31回、第32回総選挙に立候補したがいずれも落選した。

## 人物
趣味は読書、映画。宗教は真宗。住所は広島県福山市東桜町。

## 家族・親族
高橋家
- 妻・ハル（1905年 - ?、小野房則名の長女）[1]
- 長男[1]
- 二男[1]
- 三男[1]
- 長女（志熊弘義の妻）[1]
- 二女[1]

親戚
- 長女の夫の父・志熊三郎（検察官、弁護士、公証人）